# ZFP36L1
El factor de respuesta a butirato 1 (ZFP36L1) es una proteína codificada en humanos por el gen zfp36L1.
Esta proteína pertenece a la familia TIS11 de genes de expresión rápida. Los miembros de esta familia son inducidos por varios agonistas, tales como los ésteres de forbol o el factor de crecimiento epidérmico (EGF). El gen que codifica ZFP36L1 se encuentra bien conservado en todas las especies y tiene un promotor que contiene motivos encontrados en otros genes de respuesta rápida. Esta proteína contiene un posible dominio de dedos de zinc con un motivo repetido de Cys-His (cisteína-histidina). Este posible factor de transcripción nuclear esté posiblemente implicado en funciones de regulación de la respuesta a factores de crecimiento.

## Interacciones
La proteína ZFP36L1 ha demostrado ser capaz de interaccionar con:
- MAPK14[3]